# Gorstiano
| Devoniano                                                                                           | Inferiore     | Lochkoviano | Più recente |
| Siluriano                                                                                           | Pridoliano    | -           | 422,7±1,6   |
| Siluriano                                                                                           | Ludloviano    | Ludfordiano | 425,0±1,5   |
| Siluriano                                                                                           | Ludloviano    | Gorstiano   | 426,7±1,5   |
| Siluriano                                                                                           | Wenlock       |             |             |
| Siluriano                                                                                           | Homeriano     | 430,6±1,3   |             |
| Siluriano                                                                                           | Sheinwoodiano | 432,9±1,2   |             |
| Siluriano                                                                                           | Llandovery    |             |             |
| Siluriano                                                                                           | Telychiano    | 438,6±0,1   |             |
| Siluriano                                                                                           | Aeroniano     | 440,5±1,0   |             |
| Siluriano                                                                                           | Rhuddaniano   | 443,1±0,9   |             |
| Ordoviciano                                                                                         | Superiore     | Hirnantiano | Più antico  |
| Suddivisione del sistema del Siluriano secondo la Commissione internazionale di stratigrafia (ICS). |               |             |             |

Nella scala dei tempi geologici, il Gorstiano rappresenta il primo dei due stadi stratigrafici o età in cui è suddiviso il Ludlow, la terza epoca del periodo Siluriano, che a sua volta è il terzo dei sei periodi in cui è suddivisa l'era del Paleozoico.
Il Gorstiano è compreso tra 422,9 ± 2,5 e  421,3 ± 2,6  milioni di anni fa (Ma), preceduto dall'Homeriano e seguito dal Ludfordiano.

## Etimologia
Il Gorstiano deriva il suo nome da una casa rurale di Gorsty, a circa 4,5 km a sud-ovest di Ludlow, nello Shropshire, in Inghilterra.
La denominazione di questo stadio fu proposta nel 1980 da un gruppo di geologi inglesi.

## Definizioni stratigrafiche e GSSP
La base del Gorstiano è definita dalla prima comparsa della specie graptolitica Saetograptus (Colonograptus) varians,  compresa tra la base della biozona dei graptoliti della specie Neodiversograptus nilssoni e poco al di sotto della biozona degli acritarchi della specie Leptobrachion longhopense. 
Il limite superiore non ha ancora una definizione univoca, ma è posizionato vicino alla base della biozona graptolitica del Saetograptus leintwardinensis. 

### GSSP
Il GSSP, il profilo stratigrafico di riferimento della Commissione Internazionale di Stratigrafia, è identificato in una sezione della cava di pietre "Pitch Coppice", situata a circa 4,5 km a sud-ovest di Ludlow, nello Shropshire, in Inghilterra, sul lato meridionale della strada che va da Ludlow a Wigmore.

## Suddivisioni
Il Gorstiano può essere suddiviso in tre biozone di conodonti e due biozone di graptoliti. Una delle zone conodontiche non ha ancora una denominazione ufficiale, mentre l'ultima zona prosegue nel successivo Ludfordiano.
Conodonti:
- Zona della Ancoradella ploeckensis. (Questa prosegue nel Ludfordiano)
- Zona priva di denominazione
- Zona della Kockelella sauros

Graptoliti:
- Zona del Lobograptus scanicus
- Zona del Neodiversograptus nilssoni